# 석송속
석송속은 석송과의 생물군이다. 약 950종으로 이루어져 있다.

## 한국 서식 종
- 석송 (Lycopodium clavatum)
- 비늘석송 (Lycopodium complanatum) L.
- 만년석송 (Lycopodium obscurum) L.
- 개석송 (Lycopodium annotinum)
- 산석송
- 물석송
- 뫼석송